# Zoanthus praelongus
Zoanthus praelongus är en korallart som beskrevs av Oscar Henrik Carlgren 1954. Zoanthus praelongus ingår i släktet Zoanthus och familjen Zoanthidae. Inga underarter finns listade i Catalogue of Life.